# Römische Streitkräfte in Raetia
Die Römischen Streitkräfte in Raetia (lateinisch exercitus Raeticus) waren in der Mitte des ersten Jahrhunderts n. Chr. zunächst ein aus Auxiliartruppen zusammengestelltes Heer in der römischen Provinz Raetien. Ab dem Jahre 178 kam es zu einer wesentlichen Vergrößerung des raetischen Heeres durch die Stationierung der Legio III Italica in Castra Regina (heutiges Regensburg). In der Spätantike führte – bis zur Auflösung der römischen Militär- und Zivilverwaltung im Jahre 475 – der Dux Raetiae das Provinzheer.

## Entstehung

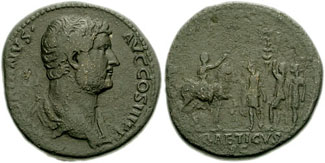
Sesterz des Hadrian mit der Prägung Exercitus Raeticus

Die Provinz Raetien wurde im ersten Jahrhundert n. Chr. eingerichtet. Einen sicheren Nachweis für die Benennung dieser Heeresgruppe gibt es allerdings erst auf einem während der Regierungszeit des Kaisers Hadrian zwischen 134 und 138 n. Chr. geprägten Sesterz. Weitere, detailliertere Nachweise für diesen Truppenverband liefert die bis heute andauernde Auswertung der vielfach bei archäologischen Prospektionen und Grabungen dokumentierten Militärdiplome, die als Bürgerrechtskonstitutionen einzelner Veteranen zu verstehen sind. Die bisher älteste in der Provinz Raetien bekannt gewordene Bürgerrechtsurkunde stammt aus Geiselprechting  und wurde am 15. Juni 64 n. Chr. für einen ehrenvoll entlassenen Reiter der Ala Gemelliana ausgestellt, die dem Kommando des Praefectus alae Quintus Pomponius Rufus unterstand. Neben diesen auf Bronzetafeln hinterlassenen Zeugnissen sind es auch Bau- und Grabinschriften, die genauere Hinweise auf den Truppenkörper sowie einzelne Angehörige und Kommandierende liefern.
Das militärische Rückgrat der Provinz bildeten die Auxiliare, die Hilfstruppen der römischen Armee. Diese wurden schon früh in der römischen Geschichte in Krisenzeiten und zu Kriegszügen bei abhängigen Bündnispartnern rekrutiert und einberufen. Nach Beendigung des Bündnisfalls wurden die Verbündeten wieder nach Hause geschickt. In der frühen Kaiserzeit änderte sich diese Praxis grundlegend. Die römische Armee ging dazu über, junge, wehrtaugliche Männer in den eroberten Provinzen zu mustern und einzuziehen. Den Rekruten wurde der Dienst an der Waffe durch das verbriefte Recht schmackhaft gemacht, nach erfolgreicher Beendigung der militärischen Laufbahn das römische Bürgerrecht für sich, die Ehefrau und – zeitweilig – auch für die Kinder zu erhalten. Zum Dienst gehörte ein überdurchschnittlicher Sold sowie ein großzügiges Entlassungsgeld, das es zuließ, eine zivile Existenz aufzubauen, wobei die Armee für viele Gewerke und landwirtschaftliche Betriebe auch als verlässlicher Abnehmer fungierte. Bereits lange vor dem römischen Einmarsch hatten die Menschen Raetiens durch die importierten Konsum- und Gebrauchsgütern am zivilisatorischen Stand des Mittelmeerraums teilhaben können. Die weitere Romanisierung erfolgte schnell und friedlich. Das Angebot der Armee an die jungen männlichen Provinzbewohner und die Vorteile der römischen Lebensweise scheinen im Ganzen erfolgreich aufgenommen worden zu sein. Klagen oder Aufstände wie teilweise andernorts sind in Raetien offensichtlich ausgeblieben.

## Infanterie und Artillerie
Das Vertrauen Roms in die neu ausgehobenen Hilfstruppen war von Anfang an sehr hoch. So waren einige Auxiliare bereits in spätflavischer Zeit (69–96) nachweislich mit der damals modernsten Waffentechnik ausgerüstet und führten mechanische Handwaffen (Arcuballistae) mit sich. Der Archäologe Dietwulf Baatz ging davon aus, dass die raetischen Hilfstruppen an besonders gefährdeten Punkten schon während der frühen Kaiserzeit artilleristisch geschulte Geschützbedienungen besaßen, die mit Katapulten umgehen konnten.

## Kavallerie
Die Alae milliariae sind offenbar nicht vor flavischer Zeit entstanden. Sie wurden von einem Praefectus kommandiert und waren pro Ala in 24 Turmae (Schwadrone) gegliedert, die von je einem Decurio (Rittmeister) geführt wurden. Der Dienstgrad eines Praefectus konnte aufgrund der wenigen Alae milliariae nur selten vergeben werden und stand nicht nur in ausgesprochen hohem Ansehen, sondern war, wie einzelne überlieferte Karrieren zeigen, ein Sprungbrett zu höchsten Ämtern. Im Rang stand der Kommandant einer Ala milliaria über den Führern anderer Auxiliartruppen. Es wurde angenommen, dass der Praefectus von Aalen auch stellvertretender Statthalter der Provinz Raetia war. Zumindest scheint ihm der gesamte westliche raetische Limesabschnitt – von Kastell Schirenhof bis zum Kastell Halheim – unterstanden zu haben.
Das wohl bedeutendste Zeugnis eines Reiters der Ala II Flavia milliaria wurde in Rom entdeckt und stammt aus dem 2. Jahrhundert. Diesem Kavalleristen, Titus Flavius Quintinus, wurde die hohe Ehre zuteil, aus Raetien zur kaiserlichen Garde versetzt zu werden. Heute befindet sich sein Grabstein in Castel Gandolfo. Wohl einen eher üblichen Lebenslauf weist die Karriere des Reiters Secundus, Sohn des Sabinus, auf. Er blieb bis zu seinem Ausscheiden aus der Armee im Jahre 153 n. Chr. im Rang eines einfachen Eques. Mit der in einem Militärdiplom dokumentierten kaiserlichen Konstitution wurde seine Ehe mit Secunda, Tochter des Borus, rechtlich anerkannt. Da dieses Diplom in Castra Regina (Regensburg) aufgefunden wurde, wird sich Secundus wohl dort zur Ruhe gesetzt haben.

## Einsatzgeschichte

### Berittene Regimenter
- Die in Hispanien ausgehobene Ala I Hispanorum Auriana stand zunächst in Pannonien und wurde von dort nach nur kurzer Stationierungszeit nach Raetien beordert. Dort lag das Regiment wohl ohne Unterbrechung im Kastell Weißenburg in Garnison. Das Kastell war um 90 n. Chr. gegründet worden und ging in der Zeit des Limesfalls bis gegen 253 n. Chr. unter.
- Die in Thrakien ausgehobene Ala I Augusta Thracum lag zunächst im Kastell Kösching. Dieses war im Frühjahr 80 n. Chr. gegründet worden[10] Spätestens zwischen 121 und 125 n. Chr. wurden die Thraker in die Nachbarprovinz Noricum abkommandiert und an ihrem Standort in Kösching durch die Ala I Flavia Gemelliana ersetzt.
- Ebenfalls aus Thrakien stammte die Ala Thracum veterana. Sie wurde bereits vor 107 aus Raetien abberufen und kam dann vermutlich nach Pannonien. Wahrscheinlich ist sie mit der dort genannten Ala I Thracum veterana [sagittaria] identisch. Als Ersatz wurde die Ala I singularium civium Romanorum Pia Fidelis aus der Provinz Germania superior nach Raetien beordert. Dies kann nach der Befundlage jedoch nicht vor dem Jahr 90 n. Chr. gewesen sein.
- Der Ursprung der Ala II Flavia Pia Fidelis milliaria ist unklar. Das älteste Zeugnis ihrer Existenz ist die oben genannte Bürgerrechtskonstitution von 86 n. Chr. Die Truppe lag ohne Unterbrechung in dem um 150/155 n. Chr. gegründeten Kastell Aalen und blieb dort bis zu dessen Untergang um 259/260.

### Infanterieeinheiten
Genannt werden nur jene Einheiten, die noch keinen eigenen Artikel in der Wikipedia besitzen.
- Die bisher früheste bekannte Nennung der Cohors I Breucorum ist aus der Konstitution vom 13. Mai 86 n. Chr. bekannt. Der vollständige Name dieser Einheit war ab dem 2. Jahrhundert Cohors I Breucorum civium Romanorum equitata. Sie trug zeitweise Ehrentitel wie Valeria victrix und torquata ob virtutem appelata. In einigen Inschriften aus Pfünz wird sie auch Cohors I Breucorum Antoniniana genannt.[11] Der einzige bekannte Stationierungsort dieser Einheit ist das Kastell Pfünz. Von dort stammt auch die Bauinschrift des um 90 n. Chr. gegründeten Steinkastells.[12]
- Möglicherweise ist die in den raetischen Bürgerrechtskonstitutionen genannte Cohors II Gallorum  mit der Cohors II Gallorum veterana equitata identisch, die am Ende des ersten Jahrhunderts in Moesien stationiert war. Insgesamt vier Einheiten sind unter dem Namen  Cohors II Gallorum  bekannt geworden, was zu einer großen Verwechslungsgefahr führen könnte. Die Cohors II Gallorum Pannonica, die Cohors II Gallorum Pannonica Dacica (beide in Dakien), die Cohors II Gallorum Macedonica in Moesia superior und Dakien sowie die genannte Cohors II Gallorum veterana equitata die bekannterweise in Moesia inferior, Mauretania und Britannia stationiert war. Die Cohors II Gallorum, der man bislang keinem konkreten Garnisonstandort in Raetien zuweisen kann, könnte in den Jahren zwischen 75/85 bis ungefähr 90 n. Chr. in Straubing gelegen haben, bevor sie in den Militärdiplomen nach 92 n. Chr. in Moesia inferior genannt wird.[13]

Ab der Zeit der Markomannenkriege kam die Legio III Italica zum raetischen Heer, das somit wesentlich verstärkt wurde. Die Legio III Italica mit den Ehrennamen Concors VII Pia VII Fidelis bezog ab 178 n. Chr. bis zum Ende der Provinz Raetien Stellung in Castra Regina. Das dortige Feldlager wurde von ihr begründet. Die Legion hatte eine Sollstärke von 6000 Soldaten, womit sich der Bestand des raetischen Heeres verdoppelte. Sie hatte auch noch den Zusatz Concors (lateinisch „die Einträchtige“) in ihrem Namen und durfte als weitere Auszeichnung das pia fidelis (lateinisch fromm und treu) in ihrem Legionsnamen führen. Die Aushebung der Truppen nahm Kaiser Mark Aurel direkt im Mutterland Italien vor. Damit brach er mit einem einhundert Jahre lang geltenden Vorrecht. Anscheinend war die Bedrohung durch die markomannischen Barbaren zu stark.
Auf dem Augsburger Siegesaltar, dessen Aufstellung auf den 11. September 260 n. Chr. datiert wird, werden keine regulären Einheiten des raetischen Heeres mehr genannt.
In der Spätantike wurde das raetische Heer von einem Dux Raetiae (Dux provinciae Raetiae primae et secundae) befehligt. Dieses militärische Amt wurde im Zuge der von Kaiser Diokletian (284–305) begonnenen Staatsreformen um 310 eingeführt. Die Notitia Dignitatum zeigt die Verteilung der bis dahin in Raetien zurückgebliebenen Truppenverbände. Auffallend ist das Verschwinden der meisten Hilfstruppenkontingente und ihr Ersatz durch völlig neue Einheiten am Ende des 3. Jahrhunderts. Dazu gehörten zwei Eliteeinheiten Kavallerie, drei Alen und sieben Kohorten. Bis ins 5. Jahrhundert blieben nur jene Truppenteile bestehen, die auch schon im 3. Jahrhundert am Südufer der Donau und nicht direkt am raetischen Limes stationiert waren.

### Die Zusammensetzung des Heeres

#### 86 n.Chr.
Die Gesamtstreitmacht des raetischen Heeres bestand im Jahre 86 aus vier Alae und acht Kohorten. Das Militärdiplom von 86 n. Chr. ist das bisher älteste raetische Dokument, das eine vollständige Truppenliste überliefert.
- Ala I Hispanorum Auriana
- Ala I Augusta Thracum
- Ala Thracum veterana; Kommandeur: Tiberius Claudius Agricola
- Ala II Flavia Pia Fidelis milliaria

- Cohors I Breucorum
- Cohors II Gallorum
- Cohors III Bracaraugustanorum
- Cohors III Thracum
- Cohors III Britannorum
- Cohors IV Gallorum
- Cohors V Bracaraugustanorum
- Cohors VI Lusitanorum

Die Bürgerrechtskonstitution wurde am 13. Mai 86 n. Chr. für den aus der Ala Thracum veterana ehrenvoll entlassenen Reiter Ditusenes, Sohn des Sala, einem Thraker ausgestellt und 2007 erstmals veröffentlicht. Oberkommandierender des Heeres war Titus Flavius Norbanus.

#### 107 n. Chr.
Die Gesamtstreitmacht des raetischen Heeres bestand im Jahre 107 aus vier Alae und elf Kohorten.
- Ala I Hispanorum Auriana; Kommandeur: Marcus Insteius Coelenus
- Ala I Augusta Thracum
- Ala I singularium civium Romanorum Pia Fidelis
- Ala II Flavia Pia Fidelis milliaria

- Cohors I Breucorum
- Cohors I Raetorum
- Cohors II Raetorum
- Cohors III Bracaraugustanorum
- Cohors III Thracum [veterana]
- Cohors III Thracum civium Romanorum
- Cohors III Britannorum
- Cohors III Batavorum milliaria [equitata]
- Cohors IV Gallorum
- Cohors V Bracaraugustanorum
- Cohors VII Lusitanorum

- Numeri unbekannter Zahl

Dieser Bestand stammt von dem Militärdiplom für den ehrenvoll entlassenen Boier Mogetissa, Sohn des Comatullus von der Ala I Hispanorum Auriana, ausgestellt auf den 30. Juni 107. Es wurde im Kastell Weißenburg gefunden. Zu dieser Zeit befanden sich keine römischen Legionen in Raetien. Der militärische Großverband hatte somit einen durchschnittlichen Bestand über die Zeit seiner Existenz von fünf- bis zehntausend Soldaten der Auxiliartruppen. Auffallend bei dieser Aufstellung ist, dass nur die Kohorten Coh. I und II Raetorum direkt aus Raetien waren.

#### 139 n. Chr.
Größere Fragmente einer Konstitution  vom 30. Oktober 139 n. Chr. kamen 1997 und 1998 auf einem Acker bei Alteglofsheim ans Licht. Zusammen mit dem 1994 im Vicus von Kastell Pförring geborgenen Bruchstück eines Militärdiploms, das offenbar auf den gleichen Tag datiert war, konnte eine solide Ergänzung vorgenommen werden. Es zeigt sich bei Vergleichen, dass bei den unter Kaiser Antoninus Pius (138–161) ausgegebenen Konstitutionen vom 30. Oktober 139 ungewöhnlicherweise die raetische Truppenliste in zwei Teile getrennt wurde und entsprechend in den erhaltenen Bürgerrechtsverleihungen erscheint. Ein weiteres Fragment aus Pförring, das 1988 erstmals genannt wurde, stammt wohl ebenso vom 30. Oktober 139. Hier waren jene Einheiten aufgeführt, die bei den beiden erstgenannten Diplomen fehlen. Ein am Fundplatz des Kleinkastells Pfatter aufgelesenes kleines Fragment gehört wohl ebenfalls zu den Urkunden vom 30. Oktober 139.
- Ala II Flavia Pia Fidelis milliaria  (Alteglofsheim, Pförring 1994)
- Ala I Hispanorum Auriana (Pförring 1988)
- Ala I Flavia Gemelliana
- Ala I singularium civium Romanorum Pia Fidelis; Kommandeur „Gallicus“ (Alteglofsheim, Pförring 1994)

- Cohors I Flavia Canathenorum milliaria sagittariorum  (Alteglofsheim, Pförring 1994)
- Cohors I Breucorum
- Cohors I Raetorum  (Alteglofsheim, Pförring 1994)
- Cohors II Raetorum
- Cohors II Aquitanorum  (Alteglofsheim, Pförring 1994)
- Cohors III Bracaraugustanorum
- Cohors III Thracum veterana  (Alteglofsheim, Pförring 1994, Pfatter)
- Cohors III Thracum civium Romanorum (Pförring 1988)
- Cohors III Britannorum  (Alteglofsheim, Pförring 1994)
- Cohors IV Gallorum
- Cohors IV Tungrorum milliaria vexillatio  (Alteglofsheim, Pförring 1994)
- Cohors V Bracaraugustanorum
- Cohors VI Lusitanorum
- Cohors IX Batavorum milliaria vexillatio (Pförring 1988)

#### 147 n. Chr.
Die Gesamtstreitmacht des raetischen Heeres bestand nach Ausweis des  im Jahre 147 ausgestellten Eininger Diploms aus vier Alae und 14 Kohorten.
- Ala II Flavia Pia Fidelis milliaria
- Ala I Hispanorum Auriana
- Ala I Flavia [Gemelliana] civium Romanorum
- Ala I singularium civium Romanorum

- Cohors I Flavia Canathenorum milliaria [sagittariorum]
- Cohors I Breucorum
- Cohors I Raetorum
- Cohors II Raetorum
- Cohors II Aquitanorum
- Cohors II Tungrorum [milliaria] vexillatio
- Cohors III Bracaraugustanorum
- Cohors III Thracum veterana
- Cohors III Thracum civium Romanorum
- Cohors III Britannorum
- Cohors IV Gallorum
- Cohors V Bracaraugustanorum
- Cohors VI Lusitanorum
- Cohors IX Batavorum [milliaria vexillatio]

#### 156 n. Chr.
Im Jahr 2008 kam bei Nördlingen im Randbereich des Niederungsgebiets der Eger das Fragment einer Bürgerrechtskonstitution zu Tage, die offenbar im Januar oder Februar 156 n. Chr. ausgestellt worden ist. Die auf dem Bruchstück fehlenden Einheiten können durch weitere Urkundenfragmente sowie datierbare Inschriften ergänzt werden. Wichtig wird das Nördlinger Diplom durch die Feststellung, dass dort eindeutig nur noch 13 Kohorten genannt werden. Damit ist diese Urkunde das früheste Dokument, das die nachweisliche dauerhafte Absenkung von 14 auf 13 Kohorten in Raetien bestätigt. Die Vexillation der 2. Tungrerkohorte, die zuletzt noch in einem Militärdiplom vom Januar/März 153 fassbar war, fällt nun aus den Listen des raetischen Heeres heraus.
- Ala II Flavia Pia Fidelis [milliaria]
- Ala I Hispanorum Auriana (Nördlingen 2008)
- Ala I Flavia Gemelliana (Nördlingen 2008)
- Ala I singularium civium Romanorum

- Cohors I Flavia Canathenorum [milliaria sagittariorum] (Nördlingen 2008)
- Cohors I Breucorum civium Romanorum
- Cohors I Raetorum (Nördlingen 2008)
- Cohors II Raetorum (Nördlingen 2008)
- Cohors II Aquitanorum civium Romanorum
- Cohors III Bracaraugustanorum (Nördlingen 2008)
- Cohors III Thracum veterana (Nördlingen 2008)
- Cohors III Thracum civium Romanorum
- Cohors III Britannorum
- Cohors IV Gallorum
- Cohors V Bracaraugustanorum
- Cohors VI Lusitanorum
- Cohors IX Batavorum [milliaria vexillatio]

#### 162/166 n. Chr.
In Rom wurde die 162 n. Chr. ausgestellte Bürgerrechtskonstitution eines Veteranen des raetischen Heeres gefunden. Angegeben sind in dem Dokument vier Alae und dreizehn Kohorten. An der Zusammensetzung der Truppen hat sich seit 156 n. Chr. nichts verändert. Gleiches gilt für das in Regensburg-Kumpfmühl entdeckte Diplom vom März/April 166 n. Chr.

### Oberkommandierende des Heeres
Siehe: Liste der Statthalter Raetiens
Das Oberkommando des Raetischen Heeres hatte seinen Sitz in Augusta Vindelicum (Augsburg). Die Stadt hat sich nach der spätestens im Jahr 16 n. Chr. erfolgten Aufgabe eines frühen Legionslagers am selben Platz entwickelt. Auch nach der von Kaiser Diokletian (284–305) angestoßenen Verwaltungsreform, die eine Teilung Raetiens mit sich brachte, blieb Augsburg Verwaltungssitz der Provinz Raetia secunda und Sitz der Heeresverwaltung beider raetischer Teilgebiete, die – wie die Notitia Dignitatum informiert – dem Dux provinciae Raetiae primae et secundae unterstanden.